# Hydropsyche fattigi
Hydropsyche fattigi är en nattsländeart som beskrevs av Ross 1941. Hydropsyche fattigi ingår i släktet Hydropsyche och familjen ryssjenattsländor. Inga underarter finns listade i Catalogue of Life.